# Cañada Chica
Cañada Chica är en ort i Mexiko.   Den ligger i kommunen Tenejapa och delstaten Chiapas, i den sydöstra delen av landet, 800 km öster om huvudstaden Mexico City. Cañada Chica ligger 2 128 meter över havet och antalet invånare är 216.
Terrängen runt Cañada Chica är huvudsakligen kuperad, men åt nordost är den bergig. Runt Cañada Chica är det ganska tätbefolkat, med 155 invånare per kvadratkilometer. Närmaste större samhälle är San Cristóbal de las Casas, 16,0 km sydväst om Cañada Chica. I omgivningarna runt Cañada Chica växer i huvudsak städsegrön lövskog.